# Equinix
Equinix, Inc. ist eine US-amerikanische Aktiengesellschaft, die netzbetreiberunabhängige Rechenzentrums- und Interconnection-Dienstleistungen anbietet. Das Unternehmen ist in vierzig Ländern aktiv und bietet seinen Kunden Stellflächen in seinen Rechenzentren (Colocation) sowie direkte Anbindung an Netzbetreiber und andere Unternehmen innerhalb des Rechenzentrums, sogenannte Interconnections. Zum Kundenkreis von Equinix gehören größere und mittlere Unternehmen, insbesondere Cloud Service Provider, Finanzunternehmen, Internet-Inhaltsanbieter und Netzbetreiber. Zudem befinden sich in den Equinix-Rechenzentren zahlreiche große Internet-Knoten, wie beispielsweise DE-CIX, ECIX und AMS-IX.

## Geschichte

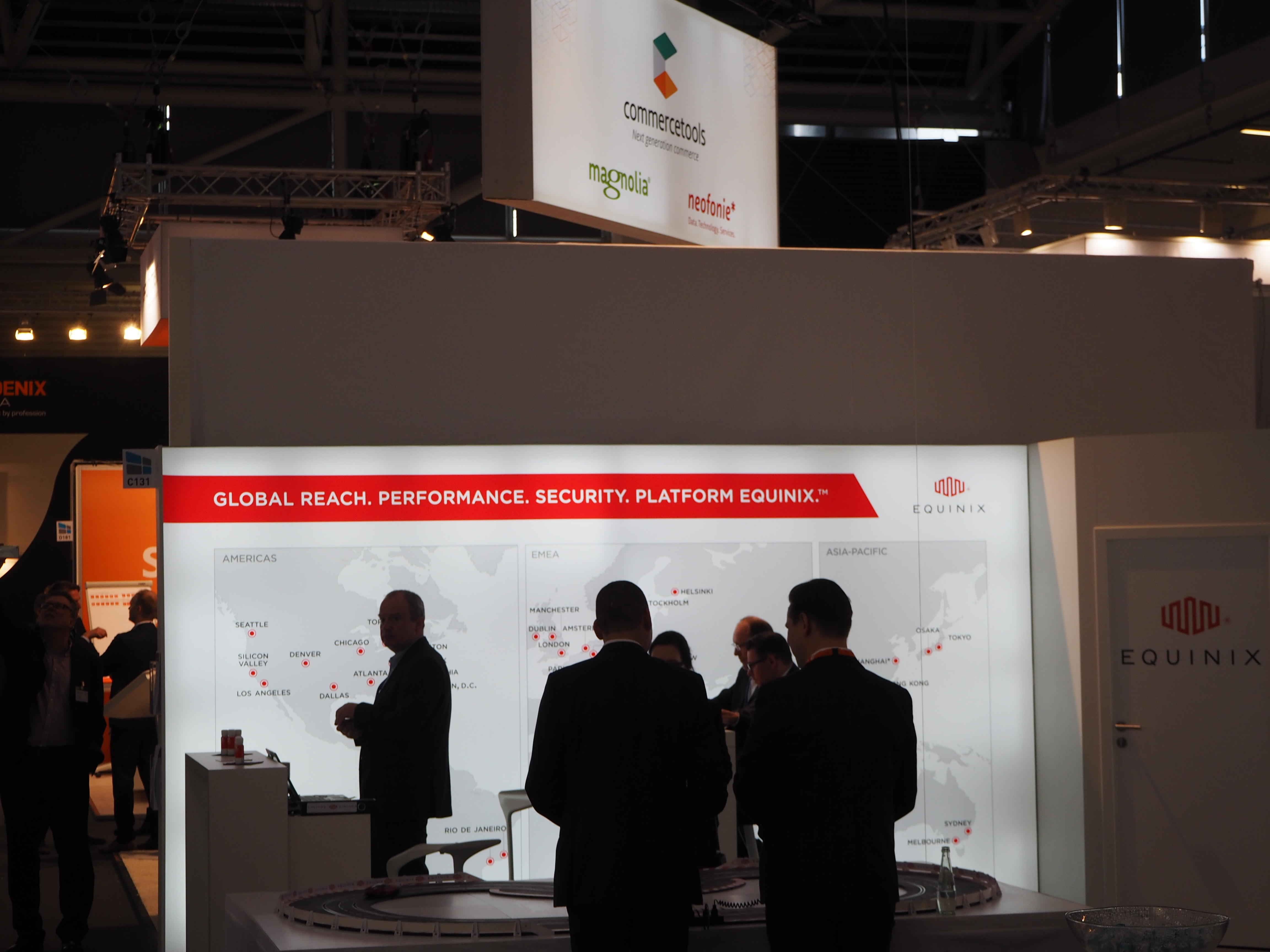
Equinix-Messestand auf der Internet World 2017

Das Unternehmen wurde 1998 von Jay Adelson und Al Avery gegründet, die bis dahin bei der Digital Equipment Corporation arbeiteten und am Aufbau des Internet-Knotens PAIX in Palo Alto beteiligt waren. Ihr Konzept war es, neutrale Rechenzentren einzurichten, die nicht von einem der großen Netzbetreiber und dessen Leitungskapazitäten abhängig waren. Sowohl kleine als auch große Netzbetreiber und Provider sollten hier gleichberechtigt peeren können. Aus der Idee des equal neutral internet exchange ergab sich der Firmenname Equinix.
Am 27. Juli 1999 ging Equinix’ erstes Rechenzentrum in einer ehemaligen Lagerhalle in Ashburn bei Washington, DC in Betrieb. Da sich hier der 1992 eingerichtete und von MCI WorldCom betriebene Internet-Knoten MAE East befand, waren in der Region bereits zahlreiche Netzbetreiber mit leistungsfähigen Internetleitungen in alle Teile der USA und nach Europa vertreten. Bis 2002 waren die meisten Kunden vom MAE East zum Equinix International Business Exchange (IBX) gewechselt. Heute stellt die Ashburner Farm aus mittlerweile fünf Rechenzentren mit einem Datendurchsatz von bis zu 80 Gbit/s (Stand: Juli 2009) den größten Internet-Knoten in den USA dar.
Seit dem 11. August 2000 ist Equinix börsennotiert.
Auf dem europäischen Markt ist Equinix seit Mitte 2007 präsent, als durch die Übernahme von IXEurope mit Sitz in London 14 Rechenzentren in Deutschland, Frankreich, Großbritannien, Niederlande und der Schweiz hinzukamen. Mit den Übernahmen von ancotel 2012 und Telecity 2016 baute Equinix danach seine Position im europäischen Markt aus und expandierte in weitere Märkte, wie Finnland, Irland und Polen. Zudem wurde ab 2012 der Markt in Dubai erschlossen und, vor allem durch Akquisitionen von kleineren Rechenzentrumsbetreibern wie ALOG oder Bit-Isle, das Geschäft in Asien und Südamerika gestärkt. Im Dezember 2016 kaufte das Unternehmen außerdem für 3,6 Milliarden US-Dollar 29 Rechenzentrumsgebäude in Nord- und Südamerika, die bis dahin von Verizon betrieben wurden.

## Rechenzentren

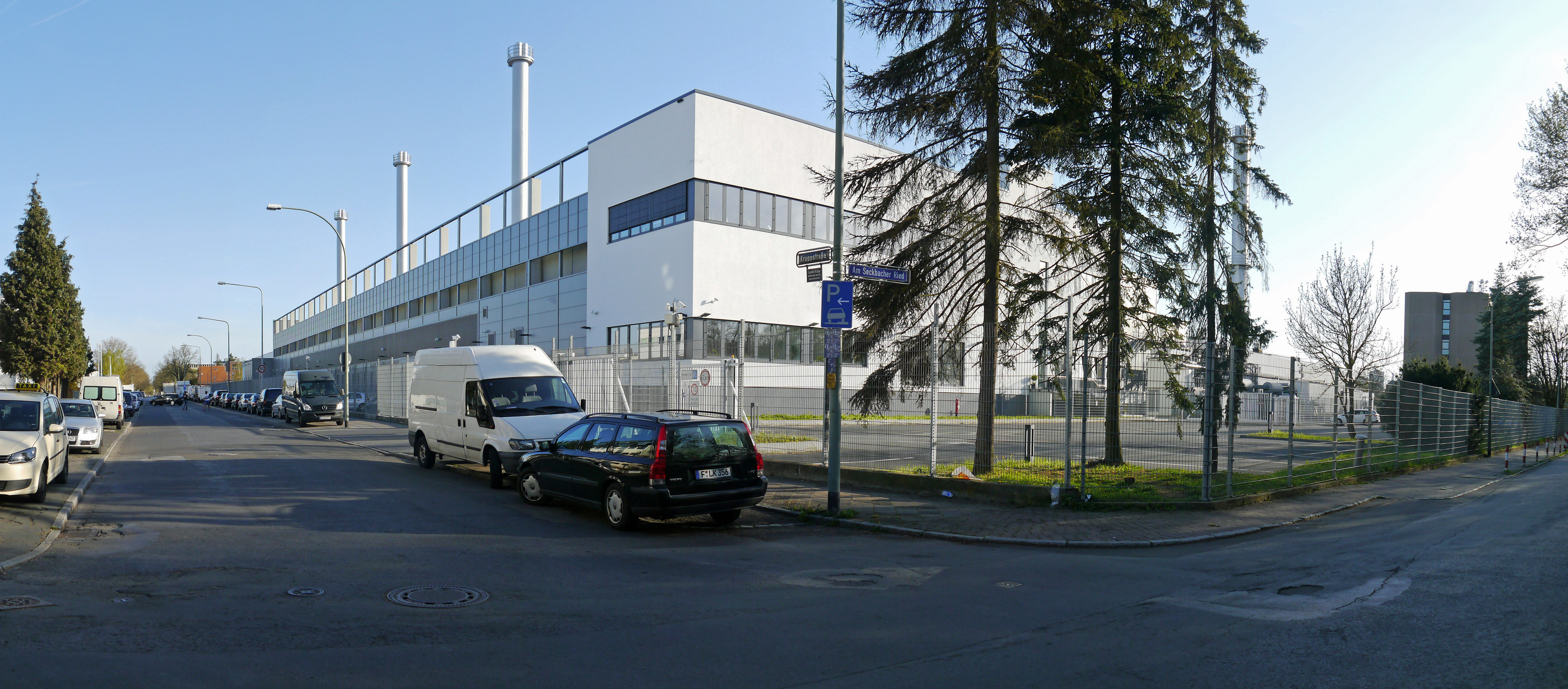
Rechenzentrum in Frankfurt am Main

Quellen: 

### Europa und Naher Osten
- Deutschland: 9 in Frankfurt am Main, 3 in München, 1 in Düsseldorf, 1 in Hamburg
- Großbritannien: 10 in London, 4 in Manchester
- Frankreich: 10 im Großraum Paris (Saint-Denis, La Defense, Roissy-en-France), 1 in Bordeaux
- Niederlande: 9 in Amsterdam, 1 in Enschede, 1 in Zwolle
- Italien: 5 in Mailand, 1 in Genua
- Spanien: 4 in Madrid, 2 in Barcelona
- Finnland: 5 in Helsinki
- Irland: 5 in Dublin
- Schweiz: 3 in Zürich, 2 in Genf
- VAE: 3 in Dubai, 1 in Abu Dhabi
- Polen: 3 in Warschau
- Schweden: 3 in Stockholm
- Bulgarien: 2 in Sofia
- Elfenbeinküste: 1 in Abidjan
- Ghana: 1 in Accra
- Nigeria: 1 in Lagos
- Oman: 1 in Maskat
- Portugal: 1 in Lissabon
- Südafrika: 1 in Johannesburg
- Türkei: 1 in Istanbul

### Nord- und Südamerika
- USA: 14 in Silicon Valley (San José, Santa Clara, Sunnyvale, Palo Alto), 14 in Washington, D.C. (Washington, D.C., Ashburn),  10 in New York (New York City, Newark, Secaucus), 9 in Dallas, 5 in Atlanta, 5 in Chicago (Chicago, Elk Grove Village), 5 in Los Angeles (Los Angeles, El Segundo), 4 in Culpeper, 4 in Miami, 3 in Seattle, 2 in Denver, 1 in Boston, 1 in Houston, 1 in Philadelphia
- Kanada: 6 in Toronto, 4 in Calgary, 2 in Montreal, 1 in Kamloops, 1 in Ottawa, 1 in Saint John, 1 in Vancouver, 1 in Winnipeg
- Brasilien: 6 in São Paulo, 2 in Rio de Janeiro
- Chile: 3 in Santiago
- Mexiko: 2 in Mexiko, 1 in Monterrey
- Kolumbien: 2 in Bogota
- Peru: 1 in Lima

### Asien/Pazifik
- Australien: 8 in Sydney, 4 in Melbourne, 3 in Perth, 1 in Adelaide, 1 in Brisbane, 1 in Canberra

- Japan: 14 in Tokyo, 3 in Osaka
- China: 5 in Shanghai
- Hongkong: 5 in Hongkong
- Singapur: 5 in Singapur
- Indien: 3 in Mumbai
- Südkorea: 3 in Seoul
- Malaysia: 1 in Johor, 1 in Kuala Lumpur
- Indonesien: 1 in Jakarta

## Kunden
Zu den mehr als 8.000 Kunden von Equinix zählen Adobe, AWS, IBM, Electronic Arts, Fujitsu, General Electric, Google, HP, Microsoft, Sony, Wikimedia, Yahoo sowie die europäische Suchmaschine Qwant. In den Equinix-Rechenzentren sind über 2.000 Netzbetreiber vertreten, darunter AT&T, BT, Deutsche Telekom, France Telecom, KDDI, NTT, SingTel, Sprint und Verizon.